# Cocaine Cowboys
Cocaine Cowboys är en amerikansk dokumentärfilm från 2006 i regi av Billy Corben. Dokumentären handlar om Miami och Florida under 1970- och 1980-talet när droghandlarna från Colombia och Kuba regerade samt drogkriget i Miami.